# Związek Spółdzielni Rolniczych i Zarobkowo-Gospodarczych Rzeczypospolitej Polskiej
Związek Spółdzielni Rolniczych i Zarobkowo-Gospodarczych Rzeczypospolitej Polskiej – zrzeszenie związków spółdzielczych i rewizyjnych powstałe w celu przeprowadzania wymaganych przez ustawy rewizje w spółdzielniach i krzewienia spółdzielczości, a w szczególności popieranie, rozpoznawanie i doskonalenie pracy spółdzielni. Ponadto celem Związku była opieka nad zrzeszonymi spółdzielniami, nadzór nad opracowywaniem ich aktów normatywnych oraz doradztwo prawne.
Siedzibą Związku była Warszawa.

## Działalność
Związek Spółdzielni Rolniczych i Zarobkowo-Gospodarczych utworzony został w 1934 r., przejmując funkcje dziewięciu związków wchodzących dotąd w skład Zjednoczenia Związku Spółdzielni Rolniczych Rzeczypospolitej Polskiej i Unii Związków Spółdzielczych.
W skład Związku weszły następujące jednostki:
- Związek Spółdzielni Zarobkowych i Gospodarczych w Poznaniu,
- Związek Stowarzyszeń Zarobkowych i Gospodarczych we Lwowie,
- Patronat Spółdzielni Rolniczych we Lwowie,
- Związek Spółek Rolniczych w Cieszynie,
- Związek Rewizyjny Spółdzielni Rolniczych w Warszawie,
- Związek Spółdzielni Polskich w Warszawie,
- Związek Rewizyjny Spółdzielni Kółek Rolniczych w Krakowie,
- Związek Rewizyjny Polskich Spółdzielni Raiffeisena-Stefczyka w Katowicach,
- Związek Rewizyjny Spółdzielni Rolniczych w Toruniu.

Do statutowych celów Związku należała:
- opieka nad działalnością spółdzielni i dokonywania rewizji spółdzielni oraz czuwanie nad usuwaniem stwierdzonych błędów i usterek w ich gospodarce,
- udzielanie pomocy przy zakładaniu spółdzielni i wydawaniu zaświadczeń o celowości powstania spółdzielni,
- udzielanie rad i pomocy spółdzielniom w sprawach organizacyjnych, prawnych, podatkowych, ubezpieczeniowych, rachunkowych i innych,
- opracowywanie statutów, regulaminów i instrukcji dla spółdzielni oraz wydawanie i dostarczanie spółdzielniom ksiąg rachunkowych i druków,
- prowadzenie akcji wychowawczo-społecznej w zakresie spółdzielczości, w szczególności w kierunku budzenia ducha samopomocy i wyrabianie poczucia pełnej odpowiedzialności członków za spółdzielnie,
- wydawania organu, czasopism fachowych i popularnych oraz innych publikacji związanych z działalnością spółdzielni,
- opracowywanie i ogłaszanie statystyki spółdzielni zrzeszonych w Związku,
- reprezentowanie i obrona interesy zrzeszonych spółdzielni.

Władzami Związku były:
- Walny Zjazd Delegatów,
- Rada Główna, która spośród siebie wyłaniała Komisję Rewizyjną,
- Zarząd Główny.

Teren działalności Związku dzielono na okręgi. O utworzeniu okręgu decydowała Rada Związku na wniosek Zarządu Głównego.